# Orectolobus wardi
Orectolobus wardi es una especie de elasmobranquio orectolobiforme de la familia Orectolobidae.